# Cristóbal Parra
Cristóbal Parra (Elda, 1912 - Charlaval, 1984) va ser un destacat dirigent anarcosindicalista valencià.
Membre de la Confederació Nacional del Treball (CNT), de les Joventuts Llibertàries (JL) i de la Federació Anarquista Ibèrica (FAI), va estar especialment actiu en la seva localitat i natal i a la província d'Alacant durant la seva joventut. Després de la Guerra Civil es va exiliar a França, on va destacar per reconstruir les Joventuts Llibertàries arribant a dirigir-les com a secretari general entre 1945 i 1947. Després va ocupar els càrrecs de secretari de propaganda i director de la revista llibertària, Ruta. Més tard va ser dirigent de la CNT a Allenh i secretari de propaganda a Provença, escrivint en diferents publicacions de l'exili espanyol.